# Tadanobu Asano

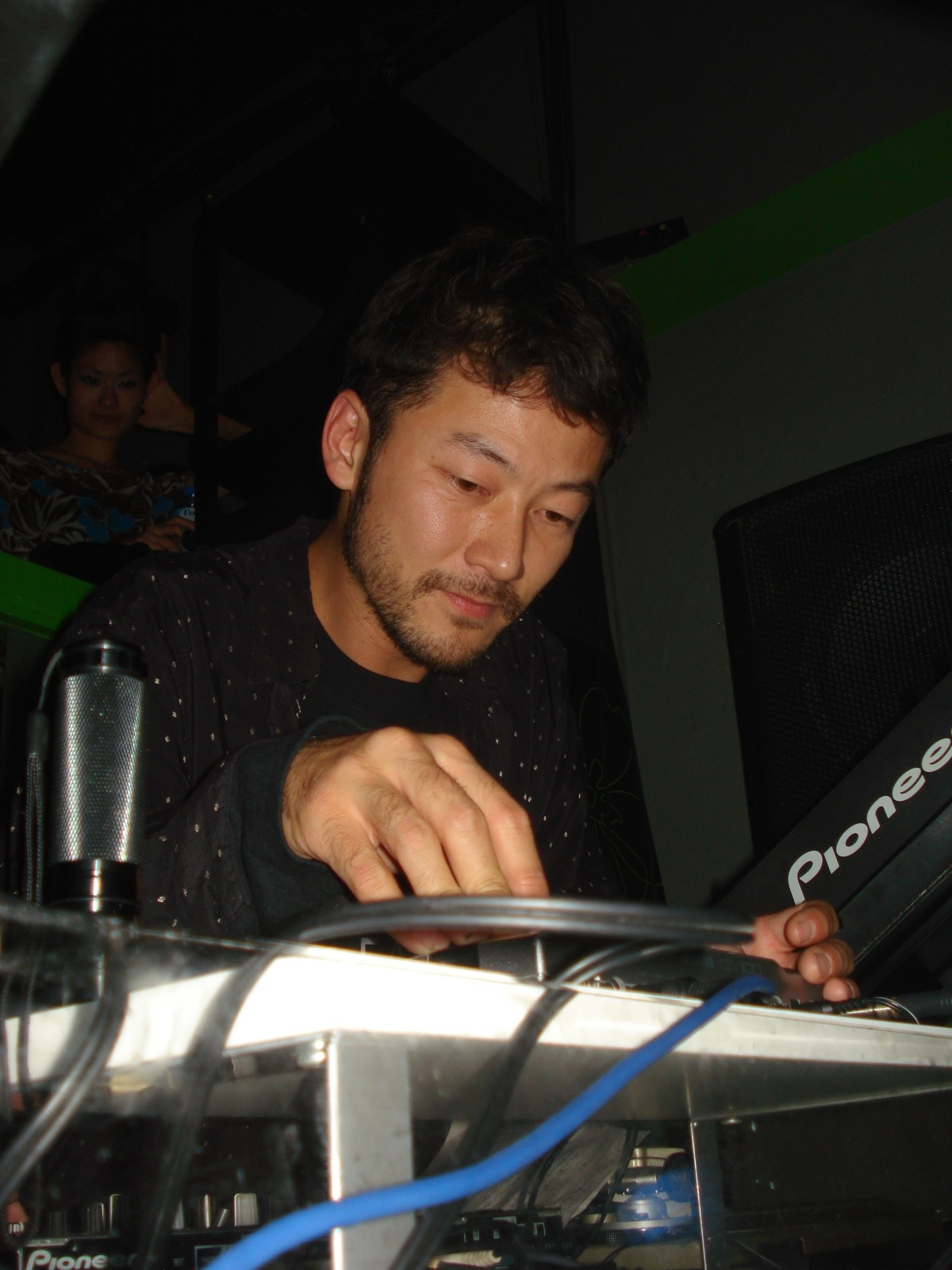
Tadanobu Asano

Tadanobu Asano (jap. 浅野忠信, Asano Tadanobu; * 27. November 1973 in Yokohama, Japan), eigentlich Tadanobu Satō (佐藤 忠信, Satō Tadanobu), ist ein japanischer Filmschauspieler. Er spielt meist düstere, oft auch geisteskranke Charaktere.

## Leben

### Schauspielkarriere
Seine Mutter ist zur Hälfte Amerikanische Ureinwohnerinin, sein Vater arbeitet als Schauspieleragent. Mit vierzehn Jahren gründete er eine Band, seine Mitschüler bewunderten ihn für seine westliche Erscheinung. Seine erste Schauspielrolle hatte der 1,79 Meter große Schauspieler mit sechzehn Jahren in der Fernsehserie San-nen B-gumi Kinpachi sensei 3. Die erste Rolle in einem Spielfilm kam 1990 mit Bataashi kingyo, Kritikern fiel er aber vor allem im Fernsehfilm Fried Dragon Fish unter der Regie von Shunji Iwai aus dem Jahr 1993 auf. 1995 hatte er eine Rolle in Hirokazu Koreedas bei den Filmfestspielen von Venedig preisgekröntem Maboroshi – Das Licht der Illusion als Familienvater, der Selbstmord verübt.
1996 stand er für den achtminütigen Werbefilm wkw/tk/1996@7′55″hk.net für den japanischen Modedesigner Takeo Kikuchi vor der Kamera. Der Film, inszeniert von Wong Kar-Wai, handelt von einem Japaner und einer Chinesin (gespielt von Karen Mok), die sich gegenseitig erschießen. 1997 gewann er für die Filme Picnic, Focus, Fried Dragon Fish und Acri den Japanese Academy Award als Populärster Darsteller.
Nach Sōgo Ishiis Thriller Labyrinth der Träume und Teruo Ishiis Nejishiki, das auf der gleichnamigen Manga-Kurzgeschichte von Yoshiharu Tsuge basiert, gelang ihm mit Rollen in Katsuhito Ishiis Shark Skin Man and Peach Hip Girl (ebenfalls nach einer Manga-Serie, von Minetaro Mochizuki) und in Nagisa Ōshimas Samurai-Film Tabu der Durchbruch im Mainstream-Kino. Durch seine Rolle als Hattori Genosuke in einem weiteren Samurai-Film, Zatoichi – Der blinde Samurai von Takeshi Kitano, konnte er seine Popularität noch steigern.
In Takashi Miikes stark umstrittenem Film Ichi the Killer aus dem Jahr 2001, der auf einem Manga von Hideo Yamamoto basiert, übernahm er die Rolle des Kakihara, eines geisteskranken Yakuza. In Last Life in the Universe (2003) des Thailänders Pen-Ek Ratanaruang spielt er einen Japaner, dessen Selbstmordversuche in Thailand mehrmals scheitern. Für diese Rolle wurde Asano bei den Filmfestspielen von Venedig ausgezeichnet. Bei dem im Wettbewerb der Berlinale gezeigten Thriller-Drama Invisible Waves (2006) arbeitete der Schauspieler ein weiteres Mal mit Pen-Ek Ratanaruang zusammen.

### Andere Tätigkeiten und Privatleben
Gemeinsam mit dem Regisseur Sōgo Ishii gründete er die Band Mach 1.67, bei der er als Sänger fungiert. Zudem engagiert sich Asano als Model für Jun Takahashi und Takeo Kikuchi und als Künstler. Seine beiden Bildbände error und BUNCH sind in Japan 1999 bzw. 2003 erschienen.
Beim Dreh zu Shunji Iwais Picnic, das 1996 uraufgeführt wurde, lernte er die Sängerin Chara kennen. Die beiden sind seit 1995 verheiratet und haben zwei Kinder.

## Filmografie (Auswahl)

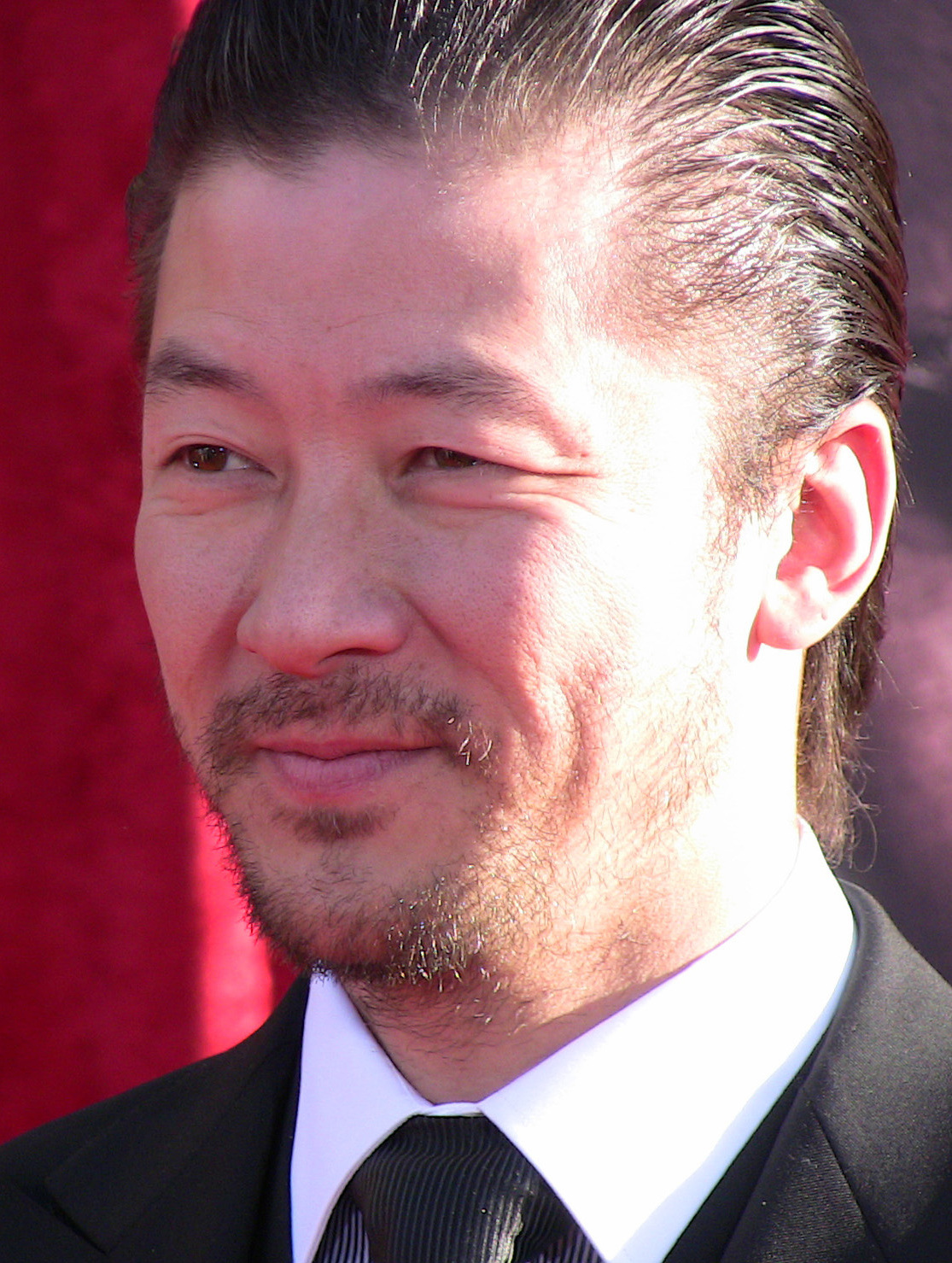
Tadanobu Asano bei der Weltpremiere von Thor (2011)

### Als Schauspieler
- 1988: San-nen B-gumi Kinpachi sensei 3 (Fernsehserie)
- 1990: Bataashi kingyo
- 1991: Aitsu (あいつ)
- 1992: Seishun dendekedekedeke (青春デンデケデケデケ)
- 1993: Fried Dragon Fish (Fernsehfilm)
- 1994: 119
- 1995: Yonshimai monogatari
- 1995: Maboroshi – Das Licht der Illusion (幻の光, Maboroshi no hikari)
- 1996: wkw/tk/1996@7’55''hk.net (Kurzfilm)
- 1996: Picnic (Pikunikku)
- 1996: Helpless
- 1996: Acri
- 1996: Focus
- 1997: Labyrinth der Träume (Yume no ginga)
- 1998: Love & Pop (ラブ&ポップ)
- 1998: Nejishiki (ねじ式)
- 1998: Shark Skin Man and Peach Hip Girl (鮫肌男と桃尻女, Samehada otoko to momojiri onna)
- 1999: San tiao ren
- 1999: Gemini – Zwillinge (Sōseiji)
- 1999: Hakuchi
- 1999: Jirai wo fundara sayōnara (地雷を踏んだらサヨウナラ)
- 1999: Gohatto (御法度)
- 2000: Gojoe reisenki (五条霊戦記)
- 2000: Schnee im Wind (風花, Kaze-hana)
- 2000: Party 7
- 2001: Electric Dragon 80.000 Volt (エレクトリックドラゴン80000V)
- 2001:  Distance
- 2001: Ichi the Killer (殺し屋1, Koroshiya 1)
- 2002: Mizu no onna (水の女)
- 2003: Dead End Run
- 2003: Akarui mirai (アカルイミライ)
- 2003: Watashi no guranpa
- 2003: Last Life in the Universe (地球で最後のふたり, Chikyū de saigo no futari)
- 2003: Zatoichi – Der blinde Samurai (座頭市, Zatōichi)
- 2003: Café Lumière Kōhī jikō (珈琲時光)
- 2004: Tori (Kurzfilm)
- 2004: Cha no aji (茶の味)
- 2004: Vital
- 2004: Survive Style (Survive Style 5+)
- 2004: Chichi to kuraseba (父と暮らせば)
- 2005: Umoregi
- 2005: Eli, Eli, rema, sabachthani? (エリ・エリ・レマ・サバクタニ)
- 2005: Taga tameni
- 2005: Naisu no mori (ナイスの森)
- 2005: Ranpo jigoku
- 2005: Tokyo Zombie (東京ゾンビ, Tōkyō zonbi)
- 2006: 46-okunen no koi
- 2006: Invisible Waves
- 2007: Der Mongole (Монгол)
- 2008: Kabei
- 2011: Thor
- 2012: Battleship
- 2013: Thor – The Dark Kingdom (Thor: The Dark World)
- 2013: 47 Ronin
- 2014: Parasyte (Kiseijū)
- 2014: Kikis kleiner Lieferservice (Majo no takkyūbin)
- 2014: Ruined Heart: Another Lovestory Between A Criminal & A Whore (Pusong Wazak: Isa Na Namang Kwento Ng Pag-Ibig Sa Pagitan Ng Puta At Kriminal)
- 2014: Watashi no Otoko (私の男)
- 2015: Kishibe no Tabi (岸辺の旅)
- 2015: Haha to Kuraseba (母と暮せば)
- 2016: Silence
- 2017: Thor: Tag der Entscheidung (Thor: Ragnarok)
- 2018: The Outsider
- 2019: Midway – Für die Freiheit (Midway)
- 2020: Minamata
- 2021: Kate
- 2021: Mortal Kombat
- 2024: Hako Otoko
- 2024: Shōgun (Fernsehserie)
- 2025: Broken Rage – Gebrochene Wut (Broken Rage)

### Als Regisseur
- 2004: Tori (Kurzfilm)

## Leben
- Alexandra Seitz: Das Präsenzmonster. In: Berliner Zeitung, 7. August 2008, S. K03; Porträt

## Auszeichnungen
- Golden Globe Awards 2025: Auszeichnung als Bester Nebendarsteller – Fernsehen für Shogun